# Orgullo de Mánchester

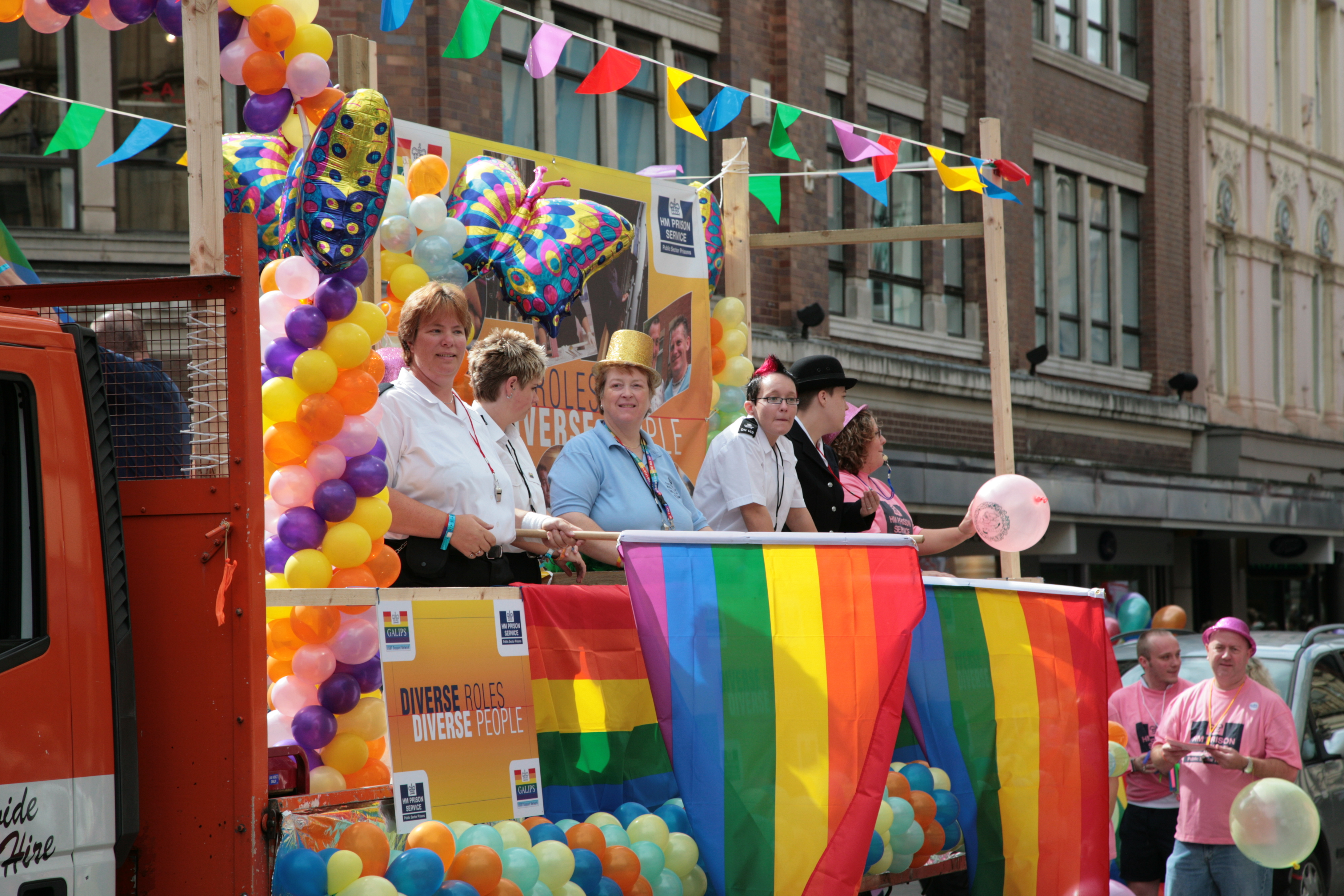
Edición de 2006 de la marcha del orgullo.

El  Orgullo de Mánchester (en inglés: Manchester Pride) es un evento anual que se celebra en agosto en la ciudad de Mánchester, Reino Unido, para celebrar el Orgullo LGBT. El evento consiste de un festival que tiene lugar en la zona de Canal Street, el barrio gay de la ciudad, así como en lugares periféricos de la urbe, y que incluye una marcha del orgullo que se realiza en el centro de la ciudad. La marcha cuenta con el apoyo anual de varias organizaciones e incluye carrozas representativas de los diez distritos metropolitanos del Gran Mánchester.
El evento es organizado por una organización benéfica llamada Manchester Pride, cuya sede se encuentra en Piccadilly Gardens, en el centro de la ciudad de Mánchester. El Orgullo de Mánchester es considerado  como una de las principales celebraciones por el orgullo en la región y uenta con patrocinios de empresas como Virgin Atlantic, TikTok, Starbucks, Marc Jacobs y L'Oreal.

## Historia
El evento se realizó por primera vez en agosto de 1985 en el barrio gay de la ciudad, con el apoyo de los nuevos concejales del Partido Laborista elegidos en 1984, que dieron su apoyo a la comunidad LGBT y designaron a un oficial de lesbianas y gays, una iniciativa inspirada por Ken Livingstone.
En 1986, el Ayuntamiento de Mánchester proporcionó 1700 libras en fondos para celebrar el evento en Oxford Street y los bares se unieron para recaudar dinero para organizaciones de trabajo en respuesta al sida. En 1989, los eventos relacionados al orgullo fueron realizados para recaudar fondos para proporcionar muebles para la sala del Hospital Monsall donde las personas recibían tratamiento para el sida, mientras que en 1991 se estableció la organización benéfica Village Charity y se organizó un festival conocido entonces como Manchester Mardi Gras, que recaudó £15 000. Para entonces, el evento se había ampliado para incluir un programa completo de actividades de viernes a lunes con un mercado celebrado en Sackville Park y un espectáculo de fuegos artificiales. Los fondos de esta edición provinieron de la Agencia de Desarrollo del Noroeste. Para 1997, el evento ya era notablemente popular entre personas de todos los orígenes de la sociedad, y en 2002 alcanzó los 100 000 asistentes.
Desde 2003, el barrio gay ha sido un espacio cerrado para eventos durante el fin de semana del Orgullo de Mánchester, y se necesita una pulsera de compromiso para acceder a algunos eventos programados y lugares seleccionados del sitio. Los fondos recaudados con la venta de pulseras de compromiso ayudan a la organización del evento a lograr sus objetivos benéficos, que incluyen celebrar la vida LGBTQ+ al tiempo que proporciona una plataforma y empleo para las personas LGBTQ+ locales.
En 2003, Mánchester fue la sede del EuroPride. El evento de diez días consistió en deportes, música, danza y otras actividades culturales que culminaron en el evento festivo de agosto denominado "The Big Weekend". Durante los años posteriores, los organizadores del evento continuaron organizando "The Big Weekend" y se convirtieron en una organización benéfica registrada en 2007 (número de organización benéfica 1117848).
En 2013, la organización benéfica tuvo pérdidas de más de £16 000 y en 2014 Manchester Pride invitó a personas de la comunidad LGBTQ+ a ayudar a dar forma a la manera en que se gestiona la organización. En 2016, el evento recaudó £149 000 para el Manchester Pride Fund, y "The Big Weekend" atrajo a más de 170 000 visitantes. En 2017, el evento recaudó £161 000 para organizaciones benéficas LGBTQ+ en el área del Gran Mánchester. La marcha contó con más de 4000 participantes y casi 150 inscripciones y atrajo a decenas de miles de espectadores al centro de la ciudad. La marcha de Manchester fue la primera del país en incluir a la policía, el ejército y el NHS entre sus participantes. En 2019, se estimó que 170 000 visitantes asistirían a las distintas actividades del festival.

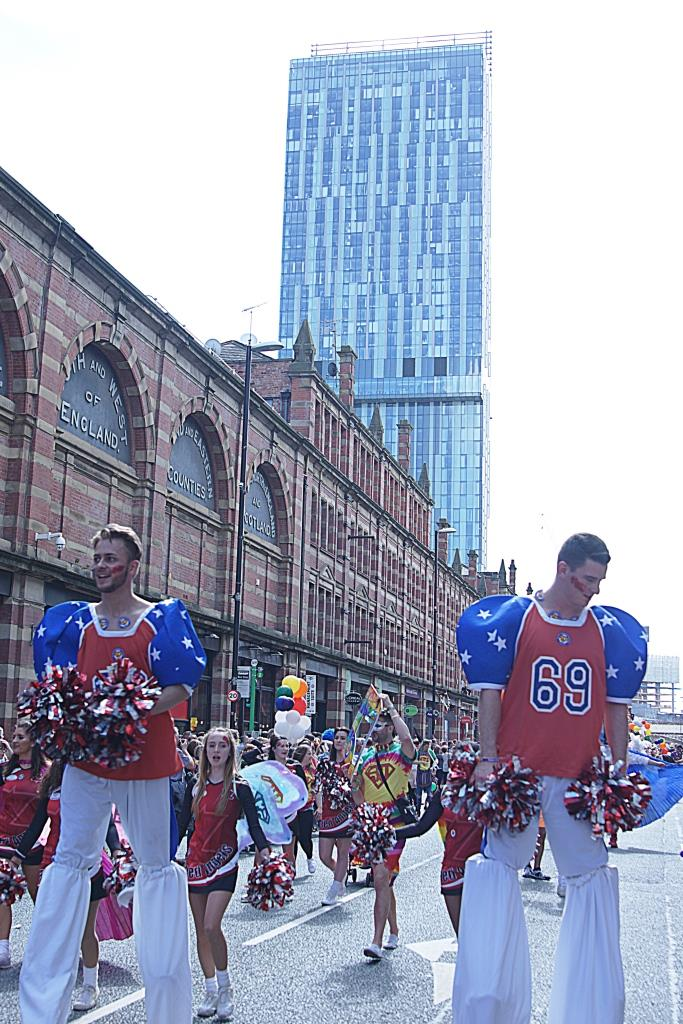
Edición de 2017 de la marcha del orgullo.

En 2019, algunos elementos del festival de cuatro días del Orgullo de Mánchester, se llevaron a cabo fuera del barrio gay de la ciudad cuando el escenario musical se trasladó al sitio de la antigua estación de tren Manchester Mayfield. "The Big Weekend" fue reemplazado ese año por un evento con una tarifa de entrada de £71.
En 2022, los concierto se eliminaron del evento, después de consultarlo con la comunidad LGBT+ local en medio de preocupaciones sobre cómo se manejaba la organización benéfica y concluir que los conciertos eran considerados menos importantes que otras actividades como la marcha del orgullo, la vigilia a la luz de las velas, la Fiesta del Barrio Gay, el Fin de Semana Superbia, el Orgullo Juvenil MCR, el Orgullo Familiar MCR y el Foro de Derechos Humanos. Los conciertos volvieron a ser incorporados a la programación el año siguiente.